# Rådet for Menneskerettigheder
Rådet for Menneskerettigheder består af knapt 70 repræsentanter for civilsamfundsorganisationer og myndigheder i Danmark. Rådet mødes for at drøfte Institut for Menneskerettigheders virke.

## Menneskerettighedsprisen
Rådet for Menneskerettigheder har siden 2014 uddelt en menneskerettighedspris til en person, gruppe eller en organisation, som har gjort en særlig indsats for menneskerettighederne i Danmark. Prisen uddeles hvert år på FN's menneskeretsdag 10. december.

### 2014
I 2014 blev prisen tildelt Michala Clante Bendixen fra organisationen Refugees Welcome.

### 2015
I 2015 var prismodtageren whistlebloweren Anders Kærgaard.[3]

### 2016
I 2016 blev prisen uddelt til mere end 20 trans-aktivister for at skabe synlighed og debat i Danmark - ikke kun om transkønnedes rettigheder, men også om kønsstereotyper og kønsroller[1]. Aktivisterne har i samarbejde med Amnesty International og kampagnen #sygt system, Copenhagen Pride, Transpolitisk Forum, Transkønnedes Interesseorganisation, LGBT Ungdom og LGBT Danmark været med til at få transkønnethed fjernet fra Sundhedsstyrelsens diagnosefortegnelse over psykiske sygdomme, så transpersoner i Danmark ikke længere skal have en psykiatrisk diagnose for at få adgang til hormoner og operationer[4][1].

### 2017
Prismodtageren 2017 var Godhavnsdrengen Poul-Erik Rasmussen.[5]

### 2018
Prismodtageren 2018 var advokat Thorkild Høyer.[6]

### 2019
Prismodtageren 2019 var forfatteren Sara Omar.[7]

### 2020
I 2020 gik prisen til interessorganisationen De Anbragtes Vilkår (DAV) og foreningen for Retssikkerhed i Familiers Trivsel (RIFT).

### 2021
Prisen for 2021 gik til rektor Henrik Vestergaard Stokholm fra Nyborg Gymnasium